# Sunowo
Sunowo – jezioro w woj. warmińsko-mazurskim, w pow. ełckim, w gminie Ełk w pobliżu wsi Bartosze oraz Ełku, leżące na terenie Pojezierza Ełckiego.
Według urzędowego spisu opracowanego przez Komisję Nazw Miejscowości i Obiektów Fizjograficznych (KNMiOF) nazwa tego jeziora to Sunowo. W różnych publikacjach i na mapach topograficznych jezioro to występuje pod nazwą Sanowo.
Powierzchnia zwierciadła wody według różnych źródeł wynosi od 167,5 ha przez 176,3 ha do 178 ha.
Zwierciadło wody położone jest na wysokości 122,0 m n.p.m. lub 121,5 m n.p.m. Średnia głębokość jeziora wynosi 9,3 m, natomiast głębokość maksymalna 20,6 m.
Jezioro leży w Obszarze Chronionego Krajobrazu Pojezierza Ełckiego.
Jezioro Sunowo jest jednym ze zbiorników malowniczo położonych w zachodniej części Pojezierza Ełckiego, na zachód od Ełku (wschodni brzeg jeziora przylega do administracyjnej granicy miasta). Południowa granica zlewni jeziora sąsiaduje z „Ostoją Bobrów Bartosze”. Zasilane jest siecią cieków i rowów melioracyjnych, z których największy to dopływ z Jeziora Woszczelskiego. Woda odpływa na wschód – do Jeziora Ełckiego.
Jezioro Sunowo jest wydłużone i posiada kształt regularnej rynny z maksymalnym głęboczkiem w części środkowej. Powierzchnia zlewni bezpośredniej wynosi 154,5 ha. Bezpośrednie otoczenie jest różnorodne. Największą powierzchnię zajmują nieużytki(51,7%). Około 1/3 ich powierzchni zajmują działki rekreacyjne. Lasy pokrywają około 30% powierzchni zlewni, a zwarty kompleks leśny otacza jedynie południowo-wschodni brzeg Sunowa. W bliskim sąsiedztwie zbiornika i zlewni bezpośredniej znajduje się 6 wsi: Lepaki Małe, Bienie, Chrzanowo, Siedliska, część Bartoszy i Judziki.
Jezioro nie posiada punktowych źródeł zanieczyszczenia, niemniej jednak do zbiornika dopływają liczne rowy melioracyjne z rejonu nie skanalizowanych miejscowości. W oparciu o badania przeprowadzone w 1998 roku wody jeziora zaliczono do II klasy czystości.
Około 1,5 km na północ od wschodniego krańca jeziora zlokalizowane jest składowisko odpadów miasta Ełk. Odcieki ze składowiska odprowadzane są do gruntu w zlewni całkowitej Sunowa i zlewni bezpośredniej cieku dopływającego z Siedlisk. Wsie i obiekty rekreacyjne nad jeziorem Sunowo nie są skanalizowane. Ścieki z szamb są wywożone do oczyszczalni w Nowej wsi Ełckiej (oczyszczalnia miasta Ełk).